# اوگاساوارا ناگاتسونه
اوگاساوارا ناگاتسونه ((به ژاپنی: 小笠原 長経 Ogasawara Nagatsune); ۲۳ ژوئن ۱۱۷۹ – ۳ دسامبر ۱۲۴۷) او پسر ارشد اوگاساوارا ناگاکیو، بوشی اهل ژاپن بود.